# Zapadni Timor-Alor-Pantar jezici
Zapadni Timor-Alor-Pantar jezici, jedna od pet glavnih skupina zapadnih transnovogvinejskih jezika koju čine sa skupinama Dani, istočnotimorskom, zapadnobomberajskom i wissel lakes. Rašireni su na području Nusa Tenggare i Istočnog Timora
Njezina osnovna podjela je na uže skupine Adabe (1) s jezikom adabe [adb]; alor-pantar (14);  Bunak (1) s jezikom bunak [bfn];  Kolana (1) s jezikom warsing [kvw]; i tanglapui (2) jezika.